# El mar de las almas
El Mar de las Almas es el cuarto álbum de estudio de la banda de hardcore punk y nu metal Carajo, que fue lanzado el 23 de septiembre de 2010. El primer corte de difusión del disco fue la canción Ácido, el segundo sencillo es Luna Herida. Cada pista combina agresividad con melodía en la medida justa. En este disco combinaron todo lo experimentado en sus 3 anteriores trabajos, pasando por una multitud de géneros que van desde el groove metal (“Una Nueva Batalla”, “Pruebas”, “Libres”),  el nu metal  (“Ácido”, “Virus Anti-Amor”), el metal alternativo (“Luna Herida”, “Humildad”).
La presentación oficial del disco tuvo lugar en El teatro de Flores durante los cuatro sábados de noviembre. También se realizó una gira por el interior del país que incluyendo a San Luis, Rio Cuarto, Córdoba, Paraná y Rosario.  

## Lista de temas
1. Intro (1:09)
2. Ácido (3:43)
3. Luna Herida (4:28)
4. Una Nueva Batalla (4:23)
5. Fantasmas (6:27)
6. Libres (3:31)
7. Pruebas (3:37)
8. Limbo (4:11)
9. Frágil (4:04)
10. Virus Anti-Amor (3:50)
11. Humildad (3:58)
12. El mar de las Almas (4:41)

- Datos: Q5825658